# 林烶章
林烶章（1531年—1584年），字繼暉，福建興化府莆田縣人，民籍，明朝政治人物。

## 生平
嘉靖二十八年（1549年）己酉科福建鄉試第五十五名舉人，二十九年（1550年）中式庚戌科會試第十九名，二甲第五名進士。授工部虞衡司主事，升工部營繕司員外郎，丁父憂，服闋，起為刑部員外郎，升郎中，丁母憂，服闋，出為貴州按察司副使、兵備威清，隆慶三年（1569年）七月升山東布政使司右參政，普安州判官胡士功以貪墨下獄，林烶章審理，貴州巡撫趙錦袒護胡士功，林烶章被論劾，回籍聽勘，御史蔡廷臣按部，疏白其事，六年（1572年）三月起為雲南布政使司左參政，萬曆二年（1574年）正月升貴州按察使，升雲南右布政使，七年（1579年）六月升廣東左布政使，八年（1580年）正月考察以不及免職，後謁選，卒於京。

## 家族
曾祖林與飾；祖父林師頤，封吏部主事，贈按察司副使；父林應標，山西左布政使。母陳氏（封恭人）。重慶下。兄林燦章、林炫章、林燠章、林爟章，弟林烺章。